# あの空に還る未来で
「あの空に還る未来で」（あのそらにかえるみらいで）は、ChouChoの楽曲。2014年2月26日に8枚目のシングルとしてLantisから発売された。

## 概要
シングルとしては前作「光」以来、約4か月振りのリリースで、ChouCho単独名義では「starlog」以来6か月半振りのリリースとなる。表題曲はテレビアニメ『バディ・コンプレックス』のエンディングテーマとして使用された。

## 批評
『リスアニ!』は、「腰の据わったバンドサウンドにストリングスが併走するドラマチックな曲調と、“キミ”といつか巡り合えることを信じて願う歌詞が、『バディ・コンプレックス』の時空を超えた運命の物語を暗示するとともに、その果てしない想いの悲痛さを強調。だが、ChouChoは哀しみを抱きながらも、強い意志をもった歌声で“出会い”の希望を表現している」と批評した。

## チャート成績
初週1,800枚を売り上げ、2014年3月10日付オリコン週間シングルランキングで初登場57位を獲得。チャート登場回数は2回。累計2,226枚のセールスを記録した。

## シングル収録内容
| #         | タイトル                          | 作詞         | 作曲                      | 編曲                      | 時間  |
| --------- | --------------------------------- | ------------ | ------------------------- | ------------------------- | ----- |
| 1.        | 「あの空に還る未来で」            | こだまさおり | 矢鴇つかさ（Arte Refact） | 矢鴇つかさ（Arte Refact） | 4:48  |
| 2.        | 「My dear friend」                | ChouCho      | shilo                     | 柘植敏道                  | 3:51  |
| 3.        | 「あの空に還る未来で」(off vocal) |              |                           |                           | 4:47  |
| 4.        | 「My dear friend」(off vocal)     |              |                           |                           | 3:50  |
| 合計時間: | 合計時間:                         | 合計時間:    | 合計時間:                 | 合計時間:                 | 17:16 |

## 収録アルバム
| 曲名               | 収録アルバム                                      | 発売日        | 備考              |
| ------------------ | ------------------------------------------------- | ------------- | ----------------- |
| あの空に還る未来で | バディ・コンプレックス オリジナルサウンドトラック | 2014年4月9日  | TV Sizeとして収録 |
| あの空に還る未来で | ChouCho ColleCtion "bouquet"                      | 2016年5月25日 |                   |
| あの空に還る未来で | ChouCho the BEST                                  | 2021年12月8日 |                   |